# 吉良三郎
吉良 三郎（きら さぶろう、延宝6年11月16日（1678年12月29日） - 貞享2年9月1日（1685年9月28日））は、江戸時代前期の人物。高家吉良家の嫡男。なお、三郎の幼名あるいは通称は、吉良家では古くから代々用いられており、同名を名づけられた人物は何人も存在する。

## 生涯

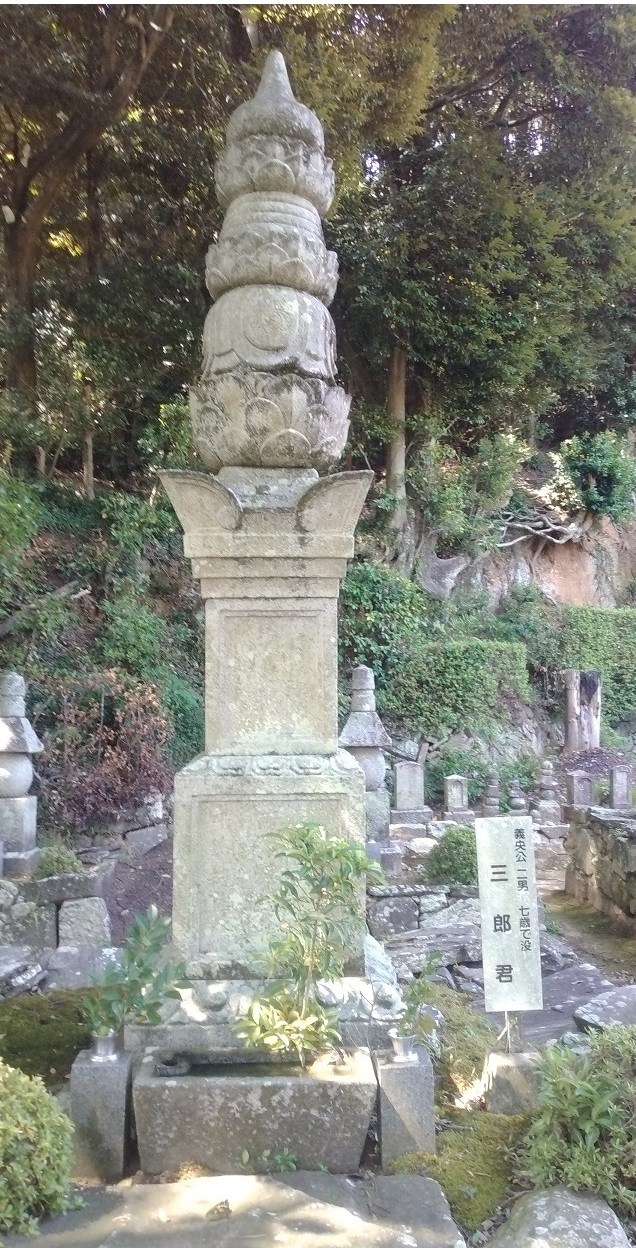
吉良三郎の墓(西尾市華蔵寺)

赤穂事件で有名な吉良義央の次男として生まれる。母は上杉富子。長兄の吉良三之助（上杉綱憲）は母方の上杉家へ末期養子に入り、吉良家には嫡男がいなくなっていた頃だったので、待望の次男であった。しかし8歳にして夭折した。吉良家菩提寺の万昌院に葬られた。戒名は本智院殿即岸浄空。
結局、元禄2年（1689年）に上杉綱憲の次男の春千代（吉良義周）が義央の養子に迎え入れられ、吉良家を継ぐことになる。また後に清水一学が吉良家に取り立てられた理由は、夭折した三郎に似ていたためと伝えられている。